# Warburgiella leptorhynchoides
Warburgiella leptorhynchoides är en bladmossart som beskrevs av Fleischer 1923. Warburgiella leptorhynchoides ingår i släktet Warburgiella och familjen Sematophyllaceae. Inga underarter finns listade i Catalogue of Life.